# Sanremo Giovani 2015
La nona edizione televisiva del concorso Sanremo Giovani si è svolta a Sanremo il 27 novembre 2015, presentata da Carlo Conti.  Il titolo della manifestazione è reso graficamente in #SG - Sanremo Giovani, in riferimento agli hashtag del servizio di rete sociale Twitter. La serata finale è stata preceduta da un appuntamento di presentazione degli artisti finalisti in onda quotidianamente dal 23 al 27 novembre 2015 dalle 18:25, denominato Saremo Sanremo.
La manifestazione torna ad essere trasmessa in televisione dopo tredici anni di assenza, durante i quali le selezioni della sezione di partecipanti del Festival di Sanremo denominata appunto "Giovani" o "Nuove Proposte" si sono svolte di anno in anno secondo modalità differenti, avendo solitamente come atto conclusivo l'audizione in forma privata di fronte alla giuria di 50-70 preselezionati.
Durante il 2015 gli artisti che avevano inoltrato richiesta di partecipazione alla sezione "Nuove Proposte" sono stati 646, di cui sono stati convocati all'audizione 60. Tra di essi sono stati scelti i 12 finalisti, che si contendono 6 degli 8 posti disponibili nella sezione Nuove Proposte del Festival di Sanremo 2016, mentre i 2 posti rimanenti vengono assegnati ai vincitori di Area Sanremo.

## Cantanti
- Accede al Festival di Sanremo 2016

- Eliminato nella prima fase (sfida a tre)

- Eliminato nella seconda fase

| Sfida | Ordine di uscita          | Artista             | Brano                                               | Autori                                                       |
| ----- | ------------------------- | ------------------- | --------------------------------------------------- | ------------------------------------------------------------ |
| 1     | 1                         | Chiara Dello Iacovo | Introverso                                          | Chiara Dello Iacovo                                          |
| 2     | Cecile                    | N.E.G.R.A.          | Lorenzo Lombardi Dallamano                          |                                                              |
| 3     | Valeria e Piero Romitelli | Mai abbastanza      | Piero Romitelli                                     |                                                              |
| 2     | 4                         | Michael Leonardi    | Rinascerai                                          | Michael Aaron Vaiasinni, Emanuela Giacca, Emilio Rentocchini |
| 5     | Una                       | Amare stanca        | M. Stano, G. Masci                                  |                                                              |
| 6     | Francesco Gabbani         | Amen                | Fabio Ilacqua, Francesco Gabbani                    |                                                              |
| 3     | 7                         | Ermal Meta          | Odio le favole                                      | Ermal Meta                                                   |
| 8     | Beatrice Visconti         | Paulette            | Beatrice Visconti                                   |                                                              |
| 9     | Irama                     | Cosa resterà        | Irama, Giulio Nenna                                 |                                                              |
| 4     | 10                        | Siberia             | Gioia                                               | Eugenio Sournia                                              |
| 11    | Rumor                     | Il grande salto     | M. Platini, S. Quagliarella, E. Anelli, E. Polidoro |                                                              |
| 12    | Francesco Guasti          | Io e te             | Francesco Guasti, M. Carnesecchi                    |                                                              |

## Commissione musicale
- Giovanni Allevi
- Rosita Celentano
- Piero Chiambretti
- Carlo Conti
- Andrea Delogu
- Carolina Di Domenico
- Federico Russo

## Ospiti
- Biagio Antonacci - Ci stai e medley: Se io, se lei - Iris (tra le tue poesie) - Vivimi - Sognami
- Leonardo Pieraccioni con Davide Marotta - presentano il film Il professor Cenerentolo
- Jasmine Thompson - Adore

## Ascolti
Anteprime pomeridiane Saremo Sanremo
| 1             | 23 novembre 2015 | 2.555.000 | 15,62% |
| 2             | 24 novembre 2015 | 2.196.000 | 13,72% |
| 3             | 25 novembre 2015 | 2.194.000 | 14,18% |
| 4             | 26 novembre 2015 | 2.251.000 | 13,98% |
| 5             | 27 novembre 2015 | 2.116.000 | 13,62% |
| Media Auditel | Media Auditel    | 2.262.000 | 14,22% |

Serata finale #SG - Sanremo Giovani
| Messa in onda    | Telespettatori | Share  |
| ---------------- | -------------- | ------ |
| 27 novembre 2015 | 2.561.000      | 11,91% |